# توابل أولد باي
توابل أولد باي هي مزيج من الأعشاب والتوابل التي يتم تسويقها في الولايات المتحدة بواسطة شركة ماكورميك، وتم إنشاؤها في الأصل في بالتيمور بولاية ماريلاند. التتبيلة عبارة عن مزيج من ملح الكرفس (الملح، بذور الكرفس)، والتوابل (بما في ذلك الفلفل الأحمر والفلفل الأسود ) والفلفل الحلو. ومن بين التوابل الأخرى التي يمكن استخدامها أوراق الغار والخردل والهيل والقرنفل والزنجبيل كما هو مدرج في المنتج الأصلي في متحف بالتيمور للصناعة. تحظى بشعبية إقليمية، وخاصة في ماريلاند، وكذلك في ولايات وسط المحيط الأطلسي، والولايات الجنوبية، وأجزاء من نيو إنجلاند وساحل الخليج.

## تاريخه
تم تسمية التوابل على اسم باخرة أمريكية كانت تعرف بأولد باي، وهي شركة خطوط نقل الركاب التي أبحرت في مياه خليج تشيسابيك من بالتيمور إلى نورفولك بولاية فيرجينيا، في أوائل القرن العشرين. في عام 1939، بدأ مهاجر يهودي ألماني يدعى جوستاف برون بإنشاء شركة بالتيمور للتوابل.
يمكن إرجاع أصول الشركة إلى فيرتهايم بألمانيا، حيث بدأ برون تجارة التوابل والبهارات بالجملة وبيعها لصناعات الأغذية، ورأى فرصة حيث كانت التوابل في نقص خاص وسط التضخم المفرط في أعقاب الحرب العالمية الأولى، وبسبب تصاعد معاداة السامية مع صعود الحزب النازي إلى السلطة، انتقلت الشركة إلى فرانكفورت بألمانيا. مع ذلك، في ليلة 9 نوفمبر 1938، أدت مذبحة ضخمة ضد اليهود، المعروفة باسم ليلة البلور، إلى اعتقال برون من قبل الجنود النازيين وإرساله إلى معسكر اعتقال بوخنفالد.
وفقًا لابن برون، فإن والدته دفعت مبلغًا كبيرًا من المال لمحام لإطلاق سراحه، وبما أنهما تقدما بالفعل بطلب للحصول على تأشيرات أمريكية وحصلا عليها، فقد تمكنا من الفرار مع طفليهما إلى مدينة نيويورك وبعد ذلك إلى بالتيمور بولاية ماريلاند، حيث كان لدى برون عائلة. هناك، بعد أن أحضر معه مطحنة توابل صغيرة فقط، أسس برون شركة بالتيمور للتوابل وأنتج "توابل الجمبري وسرطان البحر ذات العلامة التجارية اللذيذة"، والتي تمت إعادة تسميتها فيما بعد باسم أولد باي. تم شراء حقوق العلامة التجارية للتوابل من قبل شركة ماكورميك في عام 1990. واصلت الشركة تقديم أولد باي في العلبة الصفراء الكلاسيكية.
تحتوي شركة ماكورميك على عدد من المنتجات الأخرى تحت علامة أولد باي، بما في ذلك عبوات التوابل لكعكة السلطعون، وفطائر السلمون والتونة، وصلصة التارتار، وصلصة الكوكتيل، ومزيج عجينة المأكولات البحرية. كما يقومون أيضًا بصنع خلطات توابل أخرى تجمع بين توابل أولد باي مع الثوم والليمون والسكر البني والأعشاب والتوابل السوداء.كما قدمت الشركة نسخة أقل صوديومًا من البهارات.

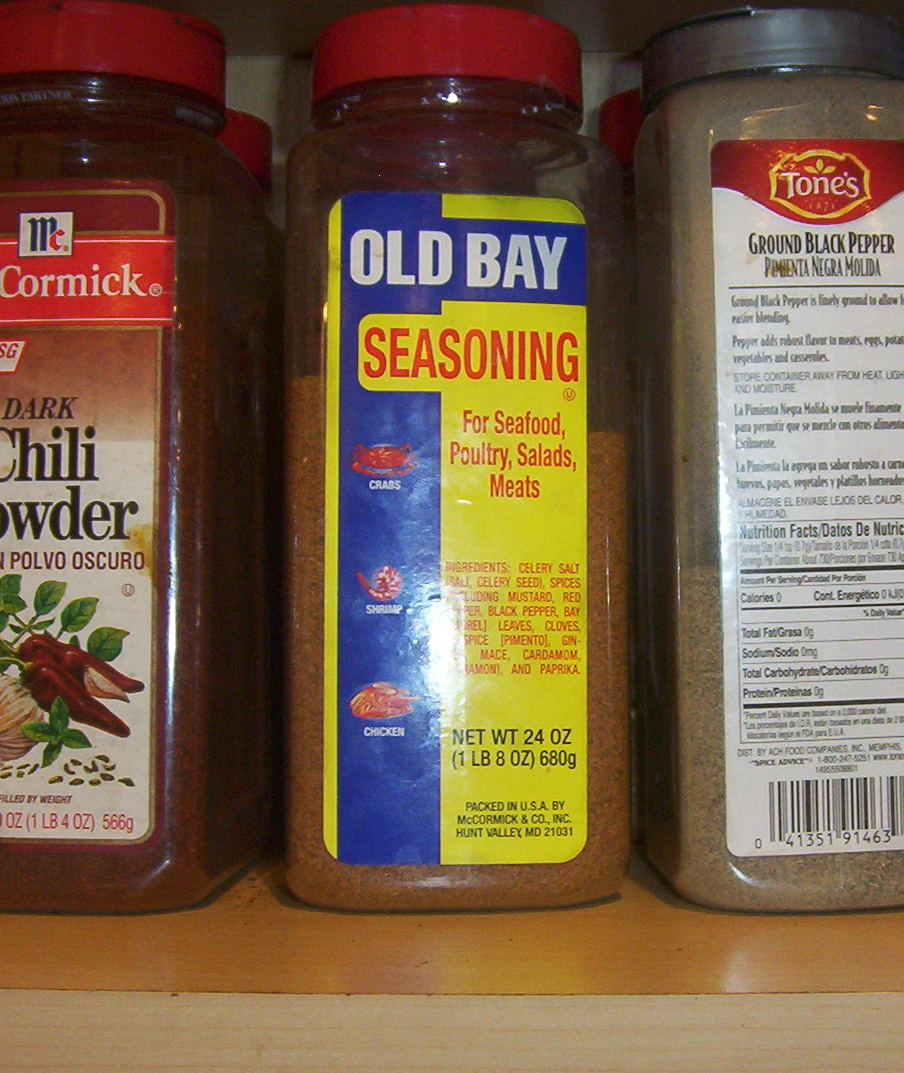
العلب البلاستيكية من توابل أولد باي

في عام 2017، قامت الشركة بتغيير التغليف، إلى جانب خط إنتاجهم الخاص من الفلفل الأسود المطحون النقي من العلب المعدنية إلى العلب البلاستيكية في محاولة لتقليل تكاليف التغليف. لقد عادت الشركة منذ ذلك الحين إلى استخدام العلب المعدنية لخط إنتاج الفلفل الأسود المطحون النقي، ومع ذلك، فإن العلب البلاستيكية لـلتوابل بقيت كما هي.

## استخدامه
يتم استخدام التوابل بشكل رئيسي لتتبيل السلطعون والروبيان. كما يتم استخدامه في وصفات مختلفة لشوربة البطلينوس وحساء المحار، ويضاف أيضاً على الفشار والسلطات والبيض والدجاج المقلي وأجنحة الدجاج والبطاطس المقلية وتاتير توتس والذرة على الكوز والفول السوداني المسلوق والصلصات ولحم البقر المفروم والبطاطس المخبوزة وسلطة البطاطس ورقائق البطاطس والجواكامولي. كما تقدم العديد من دور السينما في منطقة تشيسابيك هذا الطبق في قسم التوابل.
ابتكرت شركة تصنيع رقائق البطاطس Utz "رقائق السلطعون" الأصلية بناءً على مزيج مماثل من التوابل. كما تم نسخ صنف رقائق البطاطس الشهير وتسويقه لاحقًا بواسطة شركة Herr's Snacks، ومع ذلك، تستخدم شركة Herr's توابل أولد باي ويتم بيعها باسم "رقائق هيرز أولد باي". قدمت شركة ليز رقائقها المتبلة بنكهة أولد باي في عام 2018.
في وقت مبكر من تاريخها، استخدمت سلسلة مطاعم صب واي منتج أولد باي عند مزج المأكولات البحرية وسلطة السلطعون. لا يزال العديد من متاجر مترو الأنفاق المحلية تمتلك أولد باي لاستخدامها في السندويشات. تقدم سلسلة متاجر التجزئة Sheetz أيضًا أولد باي كخيار في محلاتها نظرًا لوجودها الكبير في منطقة وسط المحيط الأطلسي، بما في ذلك المناطق الواقعة خارج أراضي أولد باي التقليدية.
كما يتم استخدام التوابل أحيانًا في منطقة خليج تشيسابيك كمكون في بلودي ماري، وحتى في أماكن بعيدة في الجنوب مثل فنادق في بالم بيتش، فلوريدا. تبيع بعض الحانات في منطقة بالتيمور أيضًابيرة بوهيمية وطنية حيث يتم ترطيب شفة الزجاج أو الكوب المستخدم وغمسها في وعاء من توابل أولد باي. في عام 2014، ابتكرت شركة Flying Dog، التي يقع مقرها في ماريلاند، بيرة صيفية مستوحاة من أولد باي للاحتفال بالذكرى الخامسة والسبعين للتوابل. في عام 2022، تعاونت شركة ماكورميك مع شركة جورج للمشروبات لإنتاج فودكا بنكهة أولد باي.
في عام 2020، ابتكرت شركة ماكورميك صلصة أولد باي الحارة قبل بطولة سوبر بول، والتي بيعت بالكامل في البداية خلال 30 دقيقة من إطلاقها، وتسببت في تعطل موقع الشركة الإلكتروني مؤقتًا. قام بعض العملاء بإعادة بيع زجاجات الصلصة التي تباع بالتجزئة بسعر 3.49 دولارًا، عبر الإنترنت بسعر يتراوح بين 50 دولارًا و200 دولار. في عام 2022، تعاونت الشركة مع Pepperidge Farm لإنتاج بسكويت السمكة الذهبية بنكهة أولد باي. تم بيع جميع العبوات عبر الإنترنت خلال تسع ساعات.
في يونيو 2021، عملت أولد باي مع شركة True Temper Sports وأصدرت عصا لاكروس تحمل شعار أولد باي، في جميع الأطوال القصيرة القياسية والأطوال الطويلة الدفاعية.